# Mattia Destro
Mattia Destro (Ascoli Piceno, provincia de Ascoli Piceno, 20 de marzo de 1991) es un futbolista italiano. Juega de delantero y su equipo es la A. C. Reggiana 1919 de la Serie B de Italia.

## Trayectoria

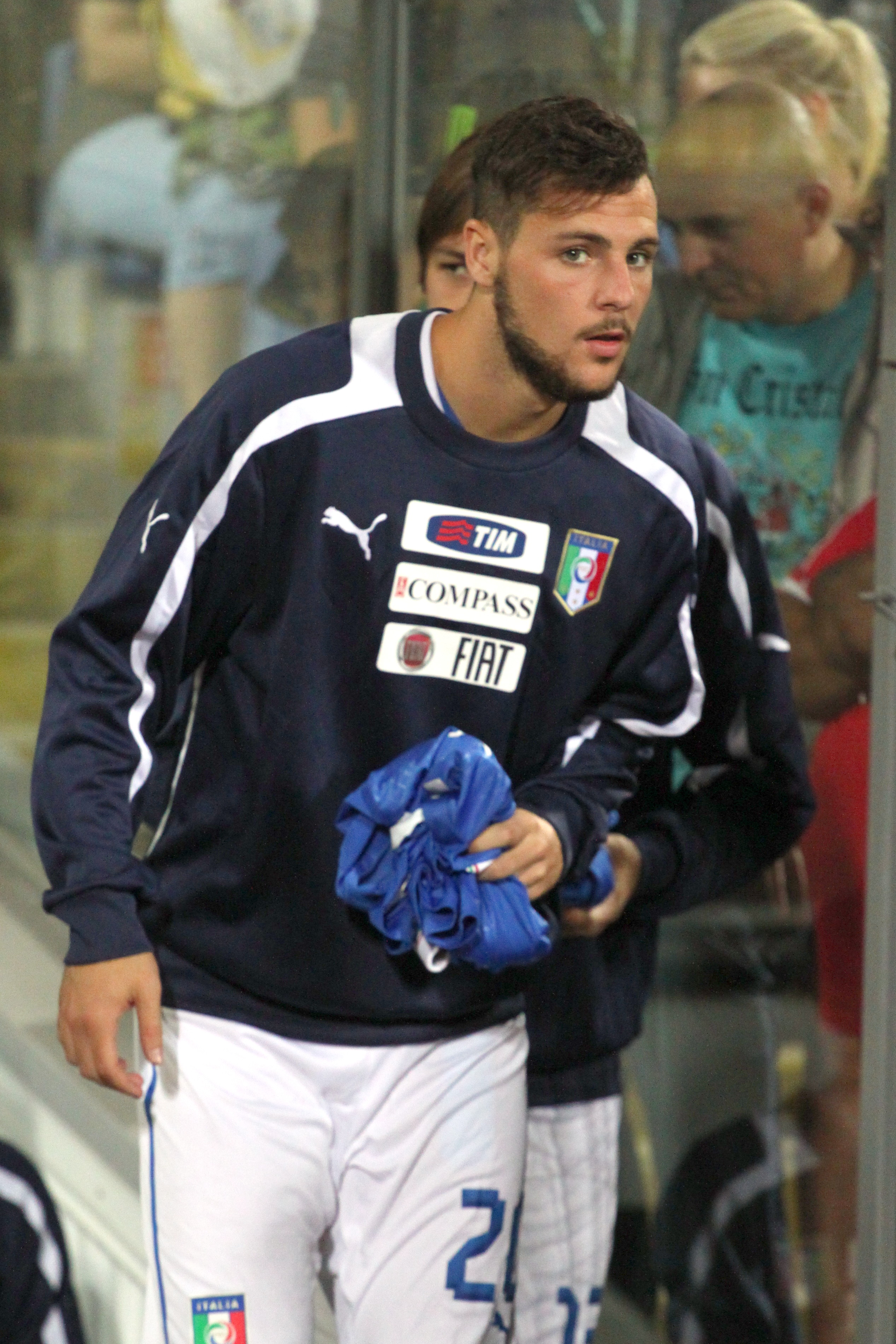
Destro con la indumentaria de Italia

Destro comenzó su carrera como futbolista en 2005 con el equipo juvenil del Inter de Milán. Cinco años más tarde pasó al Genoa, equipo con el cual debutó en la Serie A el 12 de septiembre de 2010. En la siguiente temporada fue cedido en préstamo al Siena. En junio de 2012 fue transferido a la A. S. Roma. En enero de 2015 fue cedido al A. C. Milan, su primer gol con la camiseta milanista lo marcó el 15 de febrero ante el Empoli, en el cual el partido terminó empatando 1-1. El 21 de agosto de 2015 fue traspasado a Bologna F. C.

## Selección nacional
Ha sido internacional con la selección de fútbol de Italia en 8 ocasiones y ha marcado 1 gol. Debutó el 15 de agosto de 2012, en un encuentro amistoso ante la selección de Inglaterra que finalizó con marcador de 2-1 a favor de los ingleses. Su primer gol con la selección lo marcó el 11 de septiembre de 2012 en la victoria por 2-0 sobre Malta.

### Participaciones en Eurocopas
| Eurocopa                | Sede   | Resultado  |
| ----------------------- | ------ | ---------- |
| Eurocopa Sub-21 de 2013 | Israel | Subcampeón |

## Clubes y estadísticas
| Club                        | Temporada     | Liga  | Liga  | Copas nacionales * | Copas nacionales * | Copas internacionales ** | Copas internacionales ** | Total | Total |
| Club                        | Temporada     | Part. | Goles | Part.              | Goles              | Part.                    | Goles                    | Part. | Goles |
| --------------------------- | ------------- | ----- | ----- | ------------------ | ------------------ | ------------------------ | ------------------------ | ----- | ----- |
| Genoa C. F. C. · Italia     | 2010-11       | 16    | 2     | 2                  | 1                  | 0                        | 0                        | 18    | 3     |
| Genoa C. F. C. · Italia     | Total club    | 16    | 2     | 2                  | 1                  | 0                        | 0                        | 18    | 3     |
| A. C. Siena · Italia        | 2011-12       | 30    | 12    | 2                  | 1                  | 0                        | 0                        | 32    | 13    |
| A. C. Siena · Italia        | Total club    | 30    | 12    | 2                  | 1                  | 0                        | 0                        | 32    | 13    |
| A. S. Roma · Italia         | 2012-13       | 21    | 6     | 5                  | 5                  | 0                        | 0                        | 26    | 11    |
| A. S. Roma · Italia         | 2013-14       | 20    | 13    | 3                  | 0                  | 0                        | 0                        | 23    | 13    |
| A. S. Roma · Italia         | 2014-15       | 16    | 5     | 1                  | 0                  | 2                        | 0                        | 19    | 5     |
| A. S. Roma · Italia         | Total club    | 57    | 24    | 9                  | 5                  | 2                        | 0                        | 68    | 29    |
| A. C. Milan · Italia        | 2014-15       | 15    | 3     | 0                  | 0                  | 0                        | 0                        | 15    | 3     |
| A. C. Milan · Italia        | Total club    | 15    | 3     | 0                  | 0                  | 0                        | 0                        | 15    | 3     |
| Bologna F. C. 1909 · Italia | 2015-16       | 23    | 8     | 0                  | 0                  | 0                        | 0                        | 23    | 8     |
| Bologna F. C. 1909 · Italia | 2015-16       | 12    | 4     | 2                  | 0                  | 0                        | 0                        | 14    | 4     |
| Bologna F. C. 1909 · Italia | 2016-17       | 30    | 11    | 3                  | 0                  | 0                        | 0                        | 33    | 11    |
| Bologna F. C. 1909 · Italia | 2017-18       | 26    | 6     | 1                  | 0                  | 0                        | 0                        | 27    | 6     |
| Bologna F. C. 1909 · Italia | 2018-19       | 17    | 4     | 1                  | 0                  | 0                        | 0                        | 18    | 4     |
| Bologna F. C. 1909 · Italia | 2019-20       | 5     | 0     | 2                  | 0                  | 0                        | 0                        | 7     | 0     |
| Bologna F. C. 1909 · Italia | Total club    | 113   | 33    | 9                  | 0                  | 0                        | 0                        | 122   | 33    |
| Genoa C. F. C. · Italia     |               |       |       |                    |                    |                          |                          |       |       |
| 2019-20                     | 8             | 0     | 1     | 0                  | 0                  | 0                        | 9                        | 0     |       |
| 2020-21                     | 29            | 11    | 1     | 0                  | 0                  | 0                        | 30                       | 11    |       |
| 2021-22                     | 27            | 9     | 3     | 0                  | 0                  | 0                        | 30                       | 9     |       |
| Total club                  | 64            | 20    | 5     | 0                  | 0                  | 0                        | 69                       | 20    |       |
| Empoli F. C. · Italia       |               |       |       |                    |                    |                          |                          |       |       |
| 2022-23                     | 17            | 1     | 1     | 0                  | 0                  | 0                        | 18                       | 1     |       |
| 2023-24                     | 3             | 0     | 0     | 0                  | 0                  | 0                        | 3                        | 0     |       |
| Total club                  | 20            | !1    | 1     | 0                  | 0                  | 0                        | 21                       | 1     |       |
| Total carrera               | Total carrera | 315   | 95    | 28                 | 7                  | 2                        | 0                        | 345   | 102   |

- (*) Copa Italia.
- (**) Liga de Campeones de la UEFA.

## Palmarés

### Distinciones individuales
| Distinción                 | Año      |
| -------------------------- | -------- |
| Goleador de la Copa Italia | 2012-13. |